# La Liga en acción
La Liga en Acción es un programa semanal con producción ejecutiva a cargo de Patrick Juárez, producido por Intuition Media e Intuition Films. El formato es una idea original de  Intuition Media y de su fundador Ele Juárez. El programa se pasea por el acontecer y las informaciones más resaltantes de la Liga Española.
El programa sirve al espectador para informarse de las grandes jugadas, los goles y las diferentes facetas de los equipos y sus jugadores.
El programa se emite en la cadena HBO, únicamente en EE. UU. y Latinoamérica y en la IPTV de LaLiga, y es conducido por el actor y presentador español Luis Mottola. Se caracteriza por ser un programa en el que también se incluyen reportajes, documentales y entrevistas a los miembros más destacados de la LFP. Comenzó a emitirse en 2008 y tiene una duración aproximada de 26 minutos. Algunos de los locutores que participan en el programa son José María del Río y Luis Mottola (quien además lo presenta).
En uno de los programas, el equipo de La Liga en Acción, realizó un cronometraje del jugador Eliseu del Málaga considerado el jugador más rápido de la Liga. Sus números fueron aplastantes, menos de 11 s en recorrer un campo de reglamento (100 m).
- Datos: Q5964057